# Mil gritos tiene la noche
Mil gritos tiene la noche (conocida en el mundo anglosajón como Pieces) es una película de terror y suspenso española dirigida por Juan Piquer Simón. que desde su estreno se ha convertido en una película de culto.

## Argumento
En 1942 en Boston, un niño de 10 años, Timmy Reston, juega con el rompecabezas de una mujer desnuda cuando su madre entra y lo castiga por ello. Después de que ella le ordene que consiga una bolsa de plástico para tirarlo todo a la basura, él regresa con un hacha y la asesina, luego corta su cuerpo con una sierra para metales. Cuando llega la policía, lo encuentran escondido dentro de un armario y Timmy finge estar aterrorizado,como si fuera testigo del crimen. La policía le cree, y es enviado a vivir con su tía. 
Cuarenta años después, una figura vestida de negro abre una caja que contiene la ropa ensangrentada y una fotografía de la madre de Timmy que tiene pintada una gran cruz roja. También desempaqueta el rompecabezas ensangrentado y comienza a armarlo.
Más tarde, una joven universitaria estudia en el parque del campus a plena luz del día, cuando un asesino no identificado la decapita con una motosierra y se lleva la cabeza justo antes de que el teniente Bracken y su compañero el sargento Holden lleguen para investigar el asesinato. Después de que los detectives expliquen al profesor Dean, el decano de la universidad, que no había testigos ni sospechosos, este pide al siniestro profesor Brown, catedrático de Anatomía, que muestre a los detectives su aula. 
Afuera, se ve al jardinero, Willard, cortando un seto con una motosierra similar a la del asesino.
En la biblioteca del campus, un estudiante llamado Kendall recibe la nota de una chica dándole una cita clandestina en la piscina de la facultad más tarde; el asesino la encuentra y sigue a la joven hasta la piscina, donde es brutalmente mutilada con la motosierra. Poco después, Willard llega a la escena y horrorizado echa a correr, cuando al salir es arrestado como sospechoso del crimen.
Cerca de la piscina, encuentran la motosierra y las partes del cuerpo de la joven, con la excepción del torso.
Al día siguiente, el doctor Jennings se reúne con Kendall en el aparcamiento con la esperanza de que Kendall pueda ayudar a realizar un perfil del asesino. El teniente Bracken solicita colaboración a una policía llamada Mary Riggs, que también era una exjugadora de tenis. Bracken explica a Holden que Mary se va a infiltrar como instructora de tenis en la universidad y Kendall la ayudará.
Mientras, una periodista llamada Sylvia Costa asedia a preguntas a Bracken, el asesino acecha a otra joven que había terminado su rutina de baile. Le sierra los brazos dentro de un ascensor justo antes de que lleguen Kendall y la policía. Esa misma noche, el asesino también acecha a Sylvia, que finalmente es apuñalada en una cama de agua.
Al día siguiente, una de las estudiantes de tenis de Mary se dirige al vestuario mientras el asesino pone música en los altavoces y la persigue hasta asesinarla, cortándola por la cintura. Mary y Kendall acuden al oír los gritos, y mientras ellos apagan los altavoces, el asesino coge las piernas de la joven y escapa. 
Después de que Mary se enfurezca al perder la pista del asesino, ella y Kendall hacen que Willard sea liberado debido a la falta de evidencias. Kendall luego va a la comisaría y presenta su teoría a Holden acerca de que el asesino debe formar parte de la facultad, ya que sabe perfectamente cuándo y dónde atacar antes de que intervenga la policía.
Pasan horas investigando los archivos de la facultad y descubren que el decano se cambió de nombre y que su madre, Virginia Palmer, fue brutalmente asesinada muchos años atrás, descubriendo que el decano Dean era en realidad el pequeño Timmy.
Mientras tanto, Mary es drogada por el decano en su apartamento e intenta apoderarse de sus pies tras comprobar que los pies de la víctima anterior no encajan en los zapatos de su madre para así completar el rompecabezas. Bracken, Holden y Kendall irrumpen en el apartamento de Dean, y Bracken le dispara en la cabeza mientras Dean intenta matar a Kendall, que intentaba escapar con Mary, la cual está paralizada por las drogas que el decano había colocado en su bebida.
Tras registrar el apartamento y descubrir el rompecabezas manchado de sangre, Holden, que bromea con Kendall con unirse a la policía, se apoya en una estantería que se desplaza y deja al descubierto el rompecabezas humano del asesino: un cuerpo en descomposición hecho con las partes que faltaban de las víctimas, cosidas juntas y llevando el vestido de su madre, que se desgarra al caer el cadáver sobre Kendall, horrorizándolo.
Más tarde, un Kendall nervioso se va con Holden y, justo cuando se disponía a coger su chaqueta, el cadáver del rompecabezas, inexplicablemente, cobra vida y lo castra  mientras grita de dolor.

## Elenco
- Christopher George como Teniente Bracken.

- Linda Day como Mary Riggs.

- Frank Braña como Sargento Holden.

- Paul L. Smith como Willard.

- Edmund Purdom como Decano Dean/Timothy Reston.

- Ian Sera como Kendall James.

- Jack Taylor como Arthur Brown.

- Isabelle Luque como Sylvia Costa.

- Gérard Tichy como Jennings.

- Hilda Fuchs como Grace.

- May Heatherly como Virginia Palmer-Reston.

- Alejandro Hernández como Timmy Reston.

- Cristina Cottrelli como Jenny.

- Leticia Marfil como Suzie.

- Silvia Gambino como Mary.

- Carmen Aguado como Carla.

- Paco Alvez como Alister.